# Катастрофа Ми-8 в Чернобыле
Катастро́фа Ми-8 в Черно́быле — авиационная катастрофа, произошедшая в четверг 2 октября 1986 года, спустя шесть месяцев после аварии на Чернобыльской АЭС. Вертолёт Ми-8МТ во время выполнения работ по дезактивации радиационного фона задел лопастями несущего винта тросы крана, упал и разбился. Все 4 человека на борту (3 члена экипажа и 1 пассажир) погибли.

## Экипаж
На борту вертолёта был следующий состав:
- Командир воздушного судна — капитан Владимир Константинович Воробьёв (род. 21 марта 1956), военный лётчик 1-го класса, принимал участие в Афганской войне в составе 181-го овп и был награждён орденом Красной звезды[1].
- Бортинженер — старший лейтенант Леонид Иванович Христич (род. 28 февраля 1953), принимал участие в Афганской войне и был награждён орденом Красной звезды[2].
- Штурман — старший лейтенант Александр Евгеньевич Юнгкинд (род. 15 апреля 1958), военный лётчик 3-го класса[3].

Также на борту вертолёта в качестве пассажира был старший прапорщик Николай Александрович Ганжук (род. 26 июня 1960), сотрудник наземной службы, также принимал участие в Афганской войне.

## Хронология

### Катастрофа
Под конец завершения работ по постройке саркофага, руководство решило провести митинг. В это время на месте также находилась съёмочная группа, которая снимала ликвидацию последствий аварии. Ближе к концу митинга, два вертолёта Ми-8 начали приближаться к саркофагу, чтобы залить внутрь латекс. В 17:34 по МСК вертолёт, находящийся близко к немецкому крану «Demag», задел лопастями несущего винта его трос. От удара лопасти разрушились, вертолёт упал на землю и загорелся. Погибли все 4 человека на борту.

## Последствия катастрофы
Все 4 человека были награждены орденами Красной звезды посмертно. На вертолётной площадке рядом с 4-м энергоблоком был установлен памятник погибшим. Для расследования причин катастрофы была создана специальная комиссия, в состав которой вошёл Особый отдел КГБ. Однако ни один отчет об инциденте так и не был обнародован. Предварительно, катастрофа произошла «в результате ослепления лучами солнца командира экипажа».
В декабре 2017 года во время демонтажа кровли машинного зала 4-го энергоблока были обнаружена фрагменты рулевого винта и хвостового оперения вертолёта.

## В культуре
- Во второй серии мини-сериала «Чернобыль» (2019) присутствует сцена с падением вертолёта во время тушения пожара. В сериале катастрофа произошла на второй день после аварии, а основной причиной крушения становится «сильный радиационный фон».
- Аналогичная сцена крушения вертолёта над 4-м энергоблоком ЧАЭС воспроизведена в мини-сериале «Мотыльки» 2013 года. По сюжету, вертолёт, которым управлял отец главной героини, подлетает слишком близко к трубе ВТ-2 и задевает её лопастями, после чего падает в реактор[6].